# Pont de la Légende
Le pont de la Légende se situe sur la commune de Sauveterre-de-Béarn, dans le département français des Pyrénées-Atlantiques. Pont fortifié du XIIe siècle, il est classé aux monuments historiques par arrêté du 12 juillet 1886.

## Présentation
Remanié par Gaston VII de Béarn au XIIIe siècle puis par Gaston Fébus au XIVe siècle, le pont fortifié de la Légende était le point de passage et de sortie vers la Navarre. Initialement muni d’un simple tablier en bois sur des piles de pierre, le pont est par la suite renforcé d'une tour, d'un escalier à vis, d'une chambre de manœuvre, d'une bretèche et d'un pont-levis permettant de traverser le gave d'Oloron vers l’île de la Glère.
Il était l'un des trois ponts qui reliaient primitivement la ville de Sauveterre, sur la rive droite du gave d'Oloron, à la rive opposée, avec le pont de la Réclusy et le pont du Miéy de la Glère. Cet ensemble de trois ponts a longtemps favorisé la prospérité de la cité. Le pont de la Légende, antérieurement nommé pont Mayor, puis pont de l’Hôpital, est le seul qui résiste finalement à une violente crue en 1732 qui emporte tout sur son passage.
Selon la légende qui lui a laissé son nom, la reine Sancie y aurait subi le jugement de Dieu en 1170.
À l’entrée du pont, à l’emplacement de l’hôtel actuel, se trouvait le vieil hôpital Saint-Jacques accueillant les pèlerins de Compostelle, près de la maison du Sénéchal.
Le pont est classé aux monuments historiques par arrêté du 12 juillet 1886.

## La légende
À la mort du vicomte Gaston V de Béarn en 1170, sa veuve, la reine Sancie, est accusée publiquement d’avoir volontairement donné la mort à son fils nouveau-né. Le roi Sanche VI de Navarre, frère de Sancie, décide que seule l’épreuve de l’eau peut certifier la culpabilité ou l'innocence de l'accusée.
L'ordalie a lieu en présence de 3 000 personnes massées aux abords du pont. La reine est précipitée dans le gave, pieds et poings liés. Mais au lieu d’être englouti par les eaux vives, le corps est transporté par les eaux en surface et déposé sur la grève à trois portées de flèches.
La reine ainsi innocentée est acclamée par la foule. En reconnaissance à la Vierge qu’elle avait invoquée, elle brode un riche manteau qu’elle envoie à Notre-Dame-de-Rocamadour.
En 2022, cette légende sert de base au télefilm Meurtres en Béarn de Delphine Lemoine de la série Meurtres à....

## Galerie

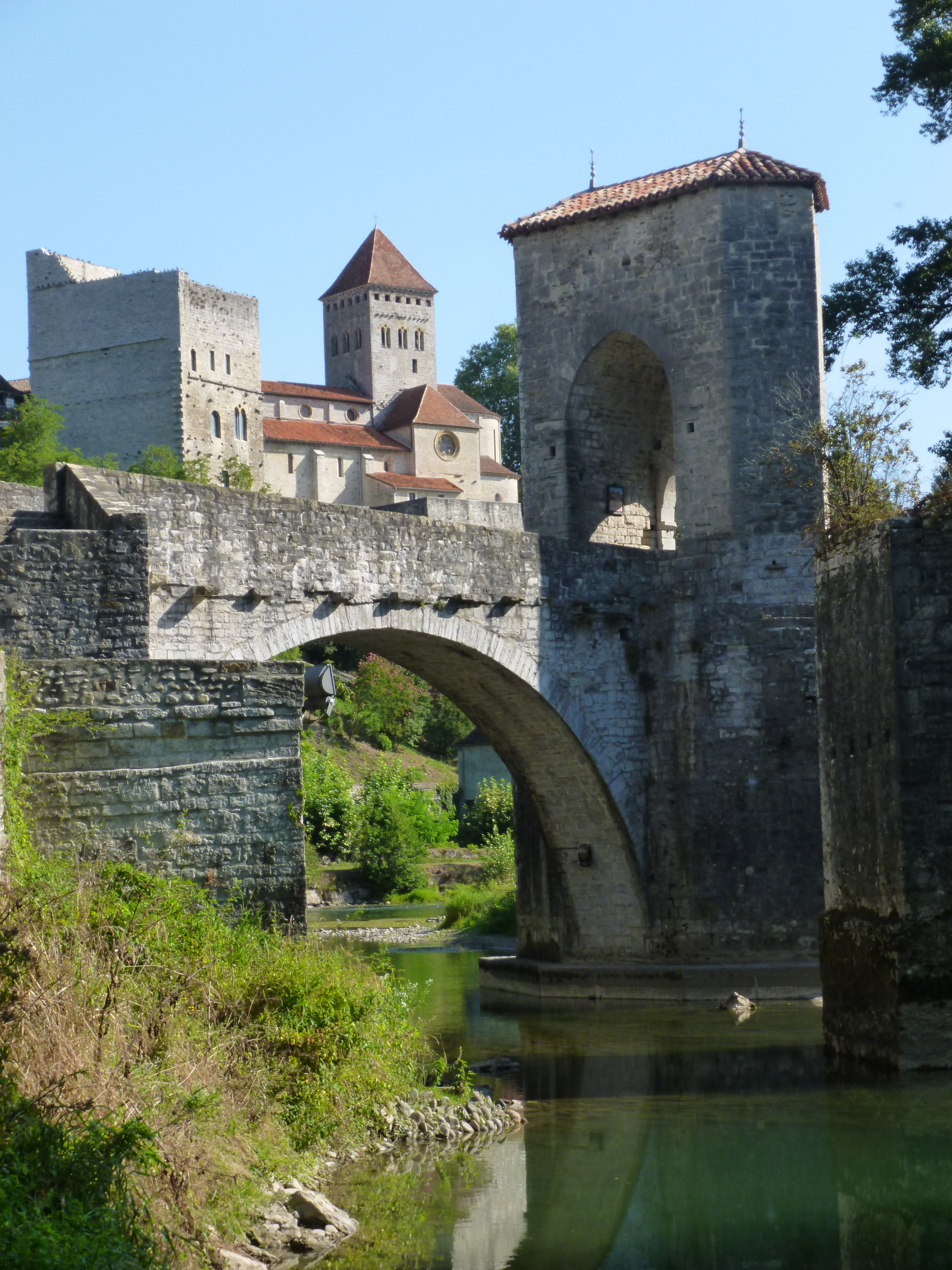
Vue sur le Pont de la Légende et la cité médiévale.
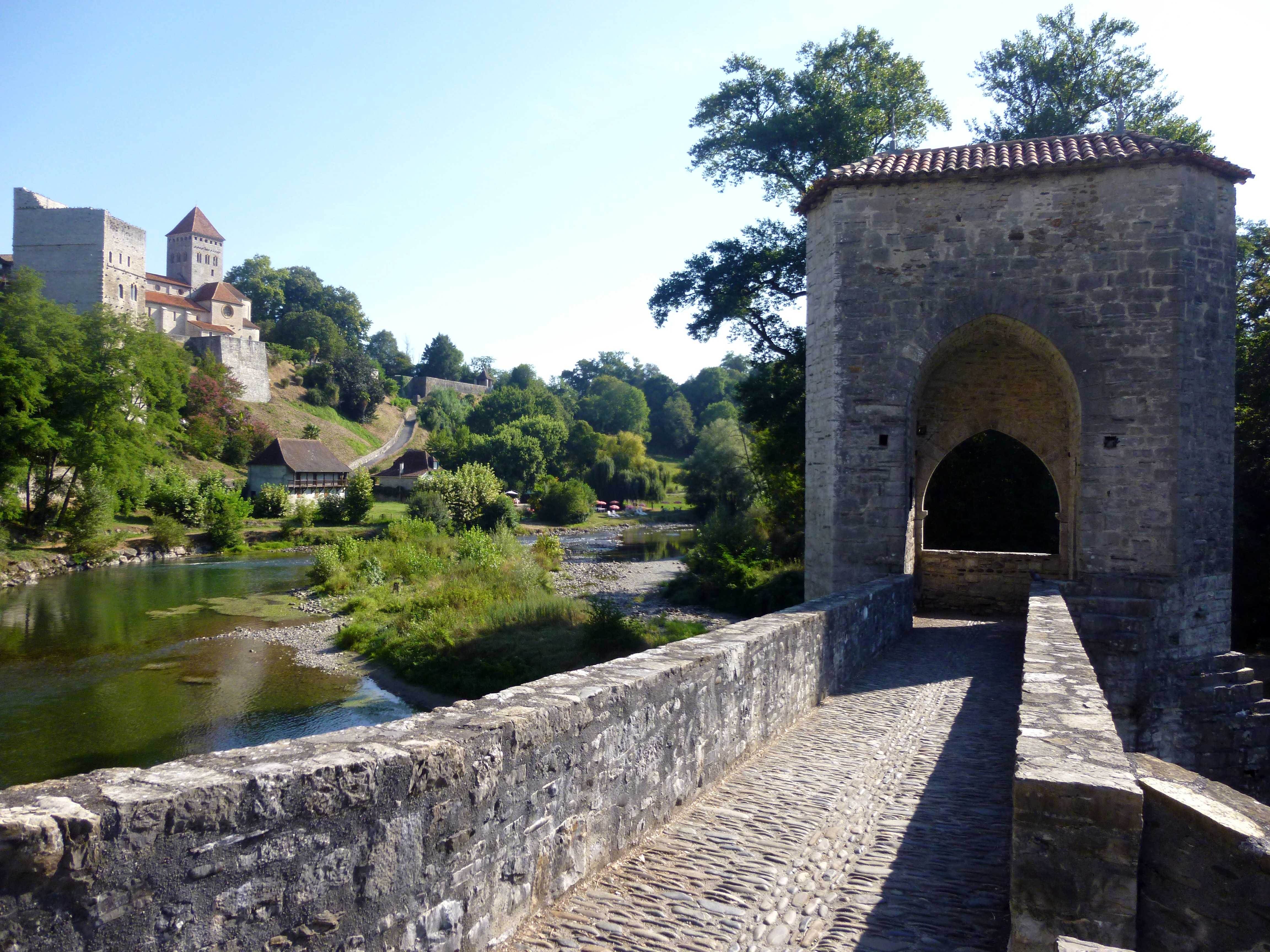
Vue depuis le Pont de la Légende.
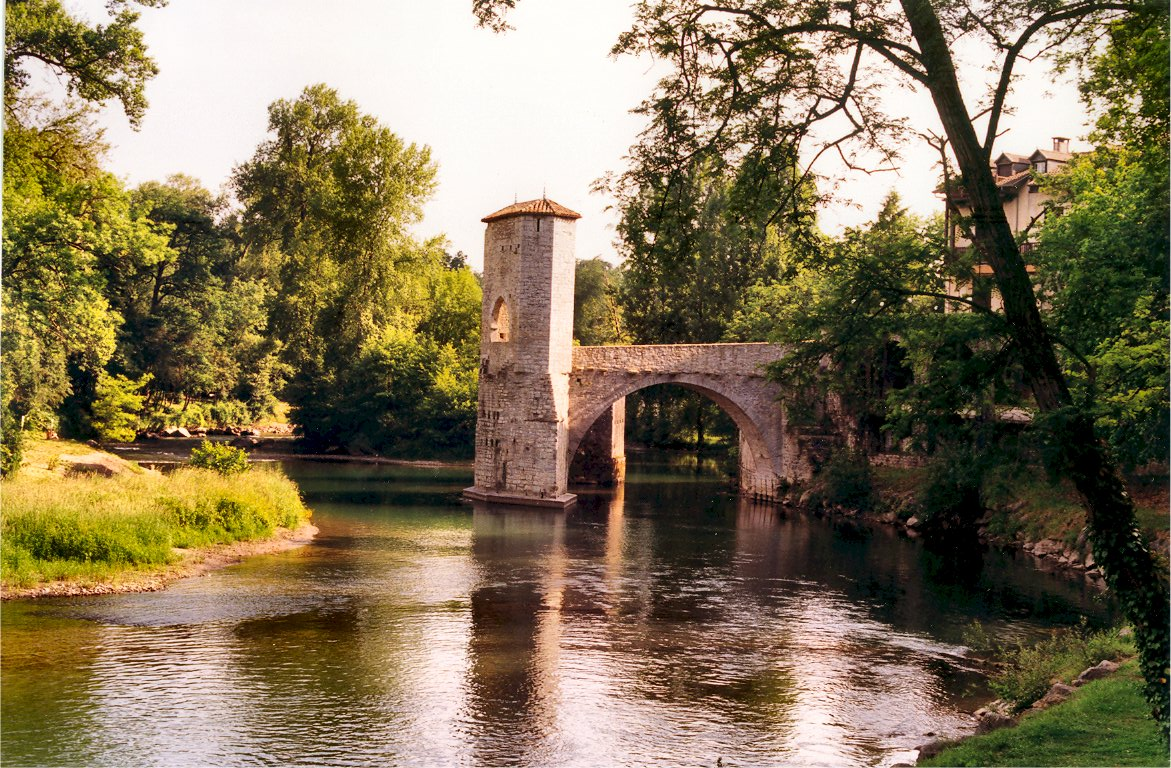
Pont de la Légende.
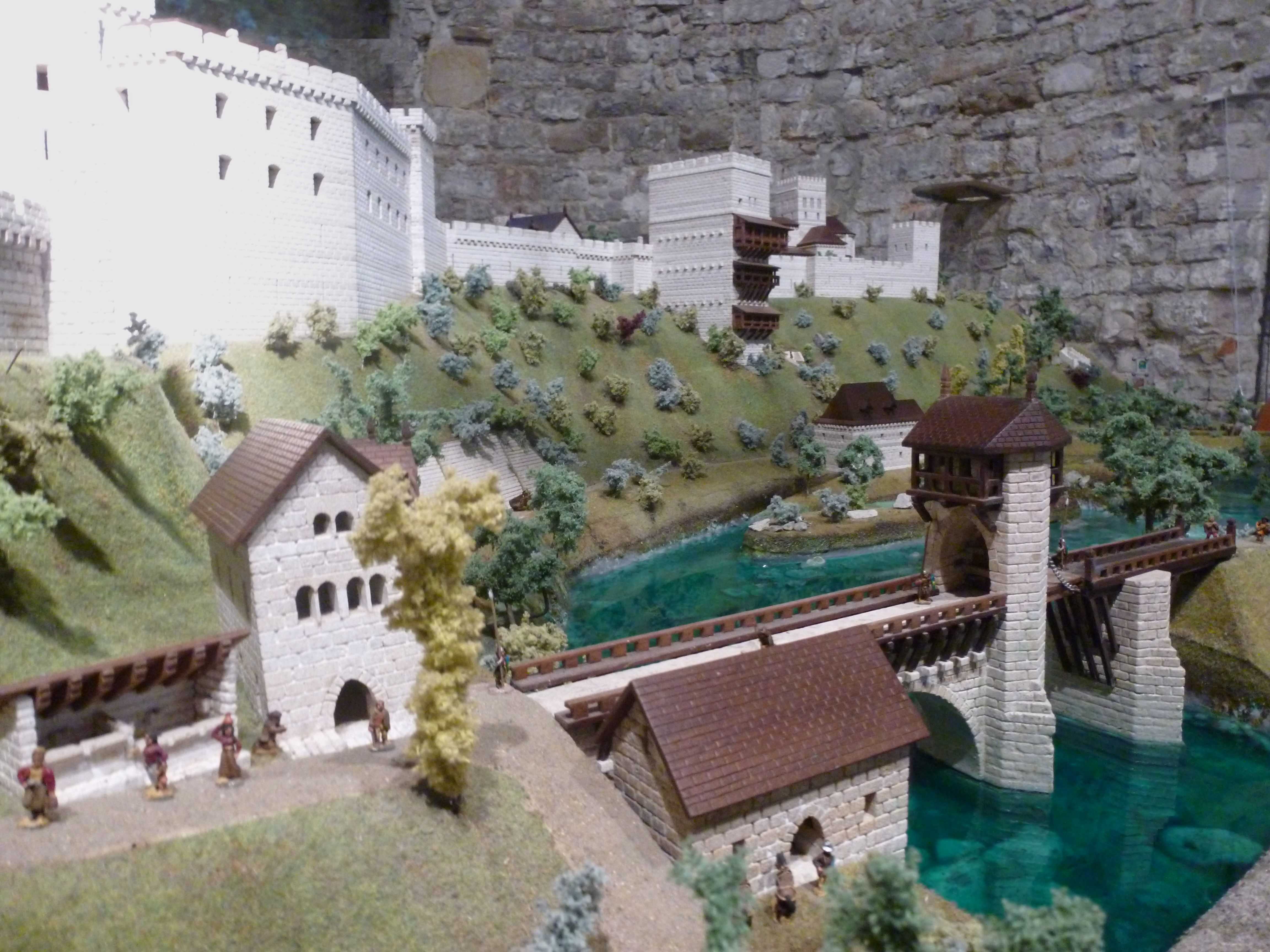
Maquette de Sauveterre-de-Béarn avec vue sur le Pont de la Légende.